# 中條村 (長野縣)
中條村（日语：〔〕／ Nakajō mura */?）是位于長野縣的一村，已於2010年併入長野市。